# Basistechnologie
|                                       | Dieser Artikel wurde im Portal Technik zur Verbesserung eingetragen. Hilf mit, ihn zu bearbeiten, und beteilige dich an der Diskussion! |
| Vorlage:Portalhinweis/Wartung/Technik | |

Basistechnologie (englisch „basic technology“) bezeichnet die Fachkunde und das praktische Know-how zu einzelnen naturwissenschaftlich-technischen Verfahren, mit denen technische Entwicklungen in der Gesellschaft ermöglicht werden, auf deren Verfügbarkeit andere Technologien mit höherem Entwicklungsniveau wiederum aufsetzen können.

## Allgemeines

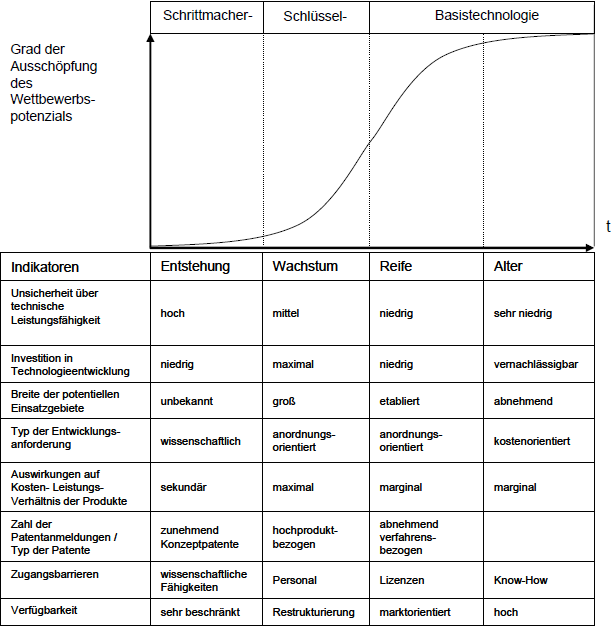
Technologietypen, Phasen der Technologien und ihre Indikatoren

Basistechnologien entsprechen dem aktuellen Standard. Im Hinblick auf das Wettbewerbspotenzial beziehungsweise das Marktpotenzial lassen sich drei Technologietypen unterscheiden, und zwar Schrittmachertechnologien, Basistechnologien und Schlüsseltechnologien (siehe rechts). Schrittmachertechnologien sind Problemlösungen und befinden sich noch im frühen Entwicklungsstadium der Produktentwicklung, Basistechnologien befinden sich in der Reifephase des Grades der Ausschöpfung ihres Wettbewerbspotenzials, Schlüsseltechnologien unterliegen einer Phase des Marktwachstums. „Killer-Technologien“ sind Technologien, die im Zeitpunkt der Marktreife die vorhandenen Technologien und Schlüsseltechnologien als Substitutionsgut ersetzen.
Basistechnologien sind stets fundamentierende, tiefergehende Innovation – im Gegensatz zum schrittweisen, sogenannten inkrementellen technischen Fortschritt, bei dem sich der technische Wandel in kleinen,  vorhersehbaren Schritten vollzieht.

## Geschichte
Die Erfindung der Dampfmaschine durch James Watt (1769) galt als erste bedeutsame Basistechnologie der Gründerzeit. Sie wirkte sich auf die Eisenbahn (1804) und Dampfschifffahrt (1807) aus. Es folgten die Dynamomaschine (1866), der Drehstrommotor (1889) und der Elektronenrechner (1946), die als Grundlageninnovationen für Produktinnovationen bei der Herstellung von Werkzeugmaschinen gesorgt haben. In der Folge kam es zu Produktinnovationen wie der Bohrmaschine (1775), Drehbank (1797), Hobelmaschine (1817), Fräsmaschine (1818) und Schleifmaschine (1874).
Weitere Basistechnologien waren Elektrizität (1830) und Verbrennungsmaschine (Lenoir-Motor, 1860). In der Gründerzeit und darauffolgend wirkten sich der Rundfunk (1896), das erste motorgetriebene Fliegen (1900) und die Petrochemie (1925) signifikant auf die Wirtschaft aus. Innovative Produkte, die auf einer Anzahl von Basistechnologien basieren, sind etwa das Telefon (1876), das Automobil (1886), das Fernsehen (1928) oder der Großrechner (1959). Allesamt sind sie Meilensteine der Technikentwicklung. Konrad Zuse präsentierte mit seiner “Z1” im Jahre 1938 den Beginn der weltweiten Geschichte der Informationstechnologie. Das Internet begann im Oktober 1969 als Arpanet und entwickelte sich als revolutionäre Basistechnologie des 20. Jahrhunderts. 

## Wirtschaftliche Aspekte
Wie die geschichtliche Entwicklung gezeigt hat, ist Basistechnologie eine Technologie, deren technische Veränderungen einen erheblichen Einfluss auf die wirtschaftliche Entwicklung mindestens eines Wirtschaftszweigs haben. So verändern beispielsweise Entwicklungen in der Biotechnologie die Agrar- und Pharmaindustrie; für beide Industrien ist (unter anderem) die Biotechnologie die Basistechnologie. Die Informations- und Kommunikationstechnologie wiederum ist Basistechnologie unter anderem in der Medienwirtschaft oder der Medizingeräteherstellung.